# Slavenska antiteza
Slavenska antiteza posebna je vrsta antiteze koja se često pojavljuje u hrvatskom i općenito južnoslavenskom usmenom pjesništvu. Sastoji se od pitanja, negacije tog pitanja i odgovora.

## Primjer slavenske antiteze
- Hasanaginica

Što se bijeli u gori zelenoj?

Al' su snijezi, al su labudovi?

Da su snijezi, već bi okopnuli,

labudovi već bi poletjeli.

Nisu snijezi, nit su labudovi,

nego šator age Asan-age.